# The Greatest Love
The Greatest Love — четвёртый студийный альбом английской группы London Grammar, выпущенный 13 сентября 2024 года на лейблах Metal & Dust и Ministry of Sound. Альбому предшествовали три сингла — «House», «Kind of Man» и «Into Gold».

## История
Альбом анонсирован 5 апреля 2024 года и стал доступен для предзаказа.

## Критика
The Greatest Love получил в целом положительные отзывы от музыкальных критиков. Кристофер Коннор из Clash назвал проект «тонко отмеренным возвращением», которое, по мнению Коннора, стало «настоящим высказыванием» группы, представившей «разнообразие влияний и текстур». Автор также отметил, что в альбоме представлены «лучшие работы группы на сегодняшний день», которые порадуют как новых, так и старых слушателей. Мартин Янг из Dork также отметил многогранность альбома, сказав, что «потрясающий вокал» Рид «используется во всё более богатой и динамичной форме, поскольку она применяет различные грани своего голоса под разное настроение».
В более критичной рецензии Джон Мерфи из MusicOMH отметил, что группа «очень сильно застряла в зоне комфорта» со звуком, который «никогда по-настоящему не развивался на протяжении многих лет», и это состояние только усиливается благодаря «впечатляющему вокалу» Рид. Мерфи отметил, что The Greatest Love — это «именно то», чего ожидает слушатель.

## Треклист
Все треки написаны Ханной Рид, Дэниелом Ротманом и Домиником Мейджором, а также другими авторами.
| 1  | House             |
| 2  | Fakest Bitch      |
| 3  | You and I         |
| 4  | LA                |
| 5  | Ordinary Life     |
| 6  | Santa Fe          |
| 7  | Kind of Man       |
| 8  | Rescue            |
| 9  | Into Gold         |
| 10 | The Greatest Love |

## Команда

### London Grammar
- Дот Мэйджор — клавишные (треки 1, 3, 5-10), вокал (1), ударные (3-10)
- Ханна Рид — вокал
- Дэн Ротман — гитары (все треки), клавишные (треки 1, 3-6, 8-10), вокал (1)

### Дополнительные музыканты
- Тим Бран — дополнительное программирование (треки 1-5, 7, 8, 10), фортепиано (2)
- Сет Такаберри — бас-гитара (треки 2, 3)
- Салли Херберт — дирижёр (треки 3-6, 8, 10)
- Эвертон Нельсон — струнные (3-6, 8, 10)
- Хор студии «Ритм» — хоровой вокал (трек 3)
- Пабло Боуман — в качестве дополнительного вокала (трек 6)

### Технический персонал
- Джон Гринхэм — мастеринг
- Марк «Спайк» Стент — сведение
- Изабель Грейсфилд — струнный инжиниринг (треки 3-6, 8, 10)
- Мэтт Уиггинс — инженерия (треки 5, 10)
- Дрю Дангейт-Смит (Drew Dungate-Smith) — инжиниринг (трек 6)
- Лиам Хебб — помощь в работе над струнными (треки 3-6, 8, 10)
- Салли Херберт — аранжировка струнных (треки 3-6, 8, 10)

### Визуальные эффекты
- Имоджен Снелл — креативное направление
- Риккардо Кастано — креативное направление
- Алекс Буа — дизайн
- Тарек Мавад — фотосъемка